# Fuhrmann Henschel (1956)
Fuhrmann Henschel ist eine österreichische Literaturverfilmung von 1956 unter der Regie von Josef von Báky. Die Hauptrollen sind besetzt mit Walter Richter, Nadja Tiller und Wolfgang Lukschy. Die Handlung beruht auf Gerhart Hauptmanns gleichnamigem Bühnenstück.

## Handlung
Wilhelm Henschel, ein gutmütiger Kerl von einfacher Wesensart, hat es nie besonders leicht im Leben gehabt. Neben seinen Kutschfahrten muss er sich auch um vieles kümmern, was seine Frau Agnes erledigt hat, als sie noch gesund war. Frau Henschel ist inzwischen schwerkrank und liegt die meiste Zeit im Bett. Immer hatte sie sich ein Kind gewünscht, aber nur Fehl- oder Totgeburten erlitten. Vor allem das hat ihren Verfall begünstigt. Henschel ist stolz darauf, dass sein Wort im Dorf, in dem er lebt, etwas gilt. Durch seine mitfühlende, freundliche Art ist er beliebt bei den Menschen in seinem Umfeld. Als der Fuhrmann Hanne Schäl als neue Magd einstellt, ahnt er nicht, dass die sehr attraktive Frau ein falsches Spiel spielt. Hanne, deren Aufgabe es auch ist, sich um Frau Henschel zu kümmern, stichelt gegen die kranke Frau, wo sie nur kann und lässt sie letztendlich mitleidlos sterben, indem sie, beeinflusst von ihrem Geliebten, dem Kellner Georg, einfach abwartet und erst viel zu spät nach dem dringend benötigten Arzt schickt. Sie hat selbst ein Auge auf den Fuhrmann, der nicht unvermögend ist, geworfen.
Agnes Henschel hatte die Magd schon frühzeitig durchschaut und ihrem Mann das Versprechen abgenommen, Hanne niemals zu seiner Frau zu machen. Der geradlinige Mann ist der berechnenden, raffinierten Frau jedoch nicht gewachsen, und so schafft sie es, dass er seinen Schwur bricht und sie zu seiner Ehefrau macht. Nachdem Hanne sich nach der Eheschließung einige Zeit zusammennimmt und Henschel glücklich ist, sie an seiner Seite zu haben, zeigt sie alsbald ihr wahres Gesicht und macht ihrem Mann das Leben immer mehr zur Hölle. Sie nutzt ihre neue Position weidlich aus und verletzt neben Henschel auch andere Menschen. Auch hat sie alle finanziellen Dinge in die Hand genommen und setzt sich gegenüber ihrem Mann durch, der ihr nur wenig entgegenzusetzen hat. Als der Zufall es will, dass Henschel Kenntnis davon bekommt, dass Hanne eine uneheliche Tochter hat, springt er über seinen eigenen Schatten und holt die kleine Berthel zu sich in dem Glauben, seiner Frau damit eine Freude zu machen. Hanne reagiert jedoch eiskalt und macht ihm sogar noch Vorwürfe, wieso er das Kind mitgebracht habe. Auch sein Fuhrbetrieb macht Henschel zunehmend zu schaffen, da er durch die fortschreitende Zunahme von Automobilen immer weniger gebraucht wird. Als der Fuhrmann dann auch noch erfahren muss, dass seine Frau hinter seinem Rücken schon lange ein Verhältnis mit dem Kellner Georg hat, weiß er nicht mehr ein noch aus. Und auch das Gerede über ihn und Hanne verletzt ihn mehr, als er zugeben will. Als er dann auch noch erfährt, dass Hanne es absichtlich versäumt hat, sofort nach dem Arzt zu schicken, ist er vollends am Boden zerstört.
Resigniert zieht Henschel sich in seine Scheune zurück, wo er die warnende Stimme seiner Frau hört. Der Fuhrmann hat ohnehin schon schwer mit seinen Schuldgefühlen zu kämpfen und macht sich bittere Vorwürfe, dass er den seiner Agnes gegenüber geleisteten Eid gebrochen hat. Er steigert sich in die Vorstellung hinein, dass Hanne ihm vom Teufel geschickt worden ist als Strafe, die Gott ihm auferlegt hat. Henschel möchte nicht mehr denken, nur noch schlafen und so legt er sich im Heu nieder. Als er nach kurzem Schlaf aufschreckt, weil er erneut die Stimme seiner Frau wahrnimmt, stößt er die zuvor angezündete Petroleumlampe um. Das entfachte Feuer sucht sich in der Holzscheune unaufhaltsam seinen Weg. Geistesgegenwärtig treibt Henschel seine geliebten Pferde aus dem abgeteilten Teil der Scheune nach draußen und schließt dann die Tür von innen. Der Teufel werde ihn wegen seines Meineids ja sowieso holen, murmelt er von Schuld erfüllt. Als Hanne aus dem Haupthaus stürzt, brennt die Scheune bereits lichterloh. Auf ihre Schreie, dass man ihren Mann dort herausholen müsse, antwortet der Knecht Hauffe, dass da nichts mehr zu machen sei. Das Feuer hat inzwischen auch aufs Haupthaus übergegriffen und Hanne eilt zurück ins Haus, um ihre Tochter zu holen. In der beginnenden Morgendämmerung sitzt die junge Frau mit ihrem in eine Decke gewickelten Kind im Arm auf einer Bank und zeigt erstmals eine mütterliche Regung, als sie die kleine Berthel, die sich an sie geschmiegt hat, behutsam zudeckt.

## Produktion

### Dreharbeiten
Der Film wurde hergestellt im Atelier Sievering der Wien-Film GmbH. Produktionsfirma war die Sascha-Film (Wien). Der Produzent Herbert Gruber hatte die Gesamtleitung, die Produktionsleitung lag bei Walter Tjaden. Wolfgang Glück assistierte dem Regisseur. Für die Bauten im Film waren Werner Schlichting und Isabella Schlichting verantwortlich. Der Text des Liedes, das von der kleinen Berthel gesungen wird, stammt von Erich Meder. Für Franz Spencer-Schulz war es seine letzte Drehbucharbeit für einen Kinofilm und auch für Alois Melichar war es das letzte Mal, dass er an einem Kinofilm mitwirkte.

### Hintergrund
„An den Film Fuhrmann Henschel wurden hohen Erwartungen gestellt“, heißt es in Sigfrid Hoeferts Buch Gerhart Hauptmann und der Film. Im Bayern Kurier war zu lesen, dass Hauptmann eine „filmische Auferstehung“ erlebe, die „ohne Beispiel“ sei, da in knapp zwei Jahren vier Hauptmann-Dramen verfilmt worden seien. Auch war man sich sicher, dass der von Josef von Báky inszenierte Fuhrmann Henschel nicht den Abschluss dieser Kette bilde, die mit der Verfilmung der Ratten begonnen habe. Der befragte Regisseur äußerte sich zur Verlegung des Dramas in die Gegenwart und von den schlesischen Bergen in ein Alpental, derart, dass man keine Veränderungen durchgeführt habe, die Gerhart Hauptmann, hätte er heute gelebt, nicht auch gemacht hätte. Die Rolle des Fuhrmanns wurde mit Walter Richter besetzt, der diese Figur allein in München bereits mehr als hundertmal auf der Bühne verkörpert hatte. Als der Film im Oktober 1956 in München uraufgeführt wurde, sei die Enttäuschung jedoch groß gewesen. Walter Richter verkörperte den Fuhrmann in einem 1962 entstandenen Fernsehfilm erneut.

### Veröffentlichung
Der Erstverleih des Films erfolgte über die Herzog Filmverleih GmbH (München). Der Film hat eine Länge von 2.829 m bzw. 104 Minuten. In der am 15. Oktober 1956 erfolgten FSK Prüfung, Nr. 13087, wurde er ab 16 Jahren freigegeben mit dem Zusatz „nicht feiertagsfrei“.
In der Bundesrepublik Deutschland wurde der Film am 26. Oktober 1956 in München im Kino Stachus uraufgeführt. Er lief auch in Belgien, Polen und Portugal im Kino. Im deutschen Fernsehen lief Fuhrmann Henschel erstmals am 3. Januar 1966 im ZDF.
Der Film wurde von Alive am 14. Oktober 2016 innerhalb der Reihe „Juwelen der Filmgeschichte“ auf DVD herausgegeben.

## Unterschiede zwischen Vorlage und Film
Hauptmann beendete sein Werk etwa um 1897, im November desselben Jahres fand auch die Uraufführung statt. Das Stück spielt um 1860 in einem schlesischen Badeort, wo Henschel mit seiner Frau im Gasthof „Zum Grauen Schwan“ lebt. Im Film wird die Handlung in die Gegenwart von etwa 1956 verlegt, als der Film entstand, und spielt in einem bayrischen Dorf. Frau Henschel verstirbt vor ihrem kränkelnden Kind, das kurz danach die Augen für immer schließt. Im Film wird von zahlreichen Fehlgeburten erzählt und das letzte Kind wird tot geboren. In der Vorlage wird dem Fuhrmann Konkurrenz durch eine Eisenbahnstrecke gemacht, im Film sind es Automobile. Im Theaterstück wie im Film wird der innerlich zerrissene Fuhrmann nicht damit fertig, dass er das seiner sterbenden Frau gegebene Versprechen gebrochen hat. Er glaubt, dass sie ihn nun auf ewig verfolge, weil sie keine Ruhe finden könne. In Hauptmanns Vorlage sieht Henschel seinen Widerpart in Gott und fürchtet sich vor seiner Strafe, im Film glaubt er, dass der Teufel ihn holen wolle. Im Film wird der Schwur, den Henschel seiner sterbenden Frau gab, zur alles beherrschenden Erklärung für sein Verderben, wodurch man eine plausible Schuld-Sühne-Theorie konstruiert. Im Theaterstück hingegen ereignet sich eine echte Tragödie. Im Stück erhängt Henschel sich, im Film entschließt er sich, in der brennenden Scheune zu bleiben, obwohl er sie noch verlassen könnte.
Weitere Verfilmungen
- Fuhrmann Henschel (1918), Stummfilm unter der Regie von Ernst Lubitsch mit Emil Jannings
- Fuhrmann Henschel (1962), Fernsehfilm unter der Regie von Kurt Hirschfeld mit Walter Richter, Margrit Winter und Barbara Rütting

## Kritik
Im Lexikon des internationalen Films war zu lesen: „Gerhart Hauptmanns 1899 entstandenes naturalistisches Charakterdrama verliert im Zeitkolorit der 50er Jahre seine innere Wahrhaftigkeit; auch der eindrucksvolle Walter Richter in der Titelrolle kann die Untiefen der Regie nicht überspielen.“
Der Spiegel widmete dem Film einen längeren Absatz und war der Ansicht, dass der „schrullige Ehrgeiz der Filmproduzenten“ sich „an dem Brocken des Hauptmannschen Naturalismus“, den man „partout noch posthum zum Drehbuchautor“ habe „avancieren“ lassen wollen, eine „harte Abfuhr“ geholt habe. Josef von Báky habe bereits vor den „elementarsten Grundrequisiten des Stückes, vor dem Bad Salzbrunner Milieu und vor dem niederschlesischen Dialekt, von vornherein resigniert“. Bemängelt wurde, dass der Regisseur in Richtung „Ganghofer hin ausgewichen und die verhackstückte Handlung in eine pauschale Postkartenlandschaft gestellt“ habe. Spöttisch wurde bemerkt, dass der „absurd anachronistische Filmfuhrmann – Walter Richter als Urviech mit Herz –“ aus „Agfacolor-Gründen“ inmitten von „Moped- und Musikbox-Kultur“ seinen „Exitus in einem grotesken Feuerzauber“ suche. Auch Nadja Tiller musste Kritik einstecken, der man vorwarf als „Pin-up-Magd Hanne auf der Ofenbank“ zu posieren und im Schlussbild „Mutterglück zur Schau“ zu stellen. Das Resümee lautete dann auch, dass damit endgültig klargemacht worden sei, dass diese nach den Ratten und Vor Sonnenuntergang bislang letzte Hauptmann-Verfilmung „gewiß auch das Letzte“ sei.
Auch Max Pahl von Der Zeit stieß sich daran, dass eine „echte Tragödie“ zu einer „sentimentalen Story erniedrigt“ worden sei und „im Schlußtableau, statt der Schlinge um Henschels Hals, [ein] Scheunenbrand in Agfacolor“ gezeigt werde. Zu Pahls Erstaunen erkannte Benvenuto Hauptmann, Gerhart Hauptmanns Sohn, den „Fuhrmann-Henschel-Film“ an. Man stellte sich die rhetorische Frage, ob Hauptmann junior kein Gespür für Qualität habe. Bemängelt wurde insbesondere, dass der Film auf „das Milieu und damit ein Hauptthema“ verzichte, „indem er die Handlung in die Zeit des Volkswagens und der modernen Eisenbahn“ verlegt habe. Zwar benutze der Film „kaum einen Satz von Hauptmann, dafür aber zwei tragende Motive der Tragödie: den Schwur Henschels, nie werde er Hanne Schäl, die neue Magd, heiraten, und den Grund zum Selbstmord des Fuhrmanns: die Schlinge, die ihm das Schicksal gestellt“ habe. Gelobt wurde die Leistung von Walter Richter, Käthe Braun und Richard Romanowsky, die versucht hätten zu retten, was ihre Rollen noch hergeben würden. Als Fehlbesetzung wurden Nadja Tiller und Wolfgang Lukschy bezeichnet.
Kino.de sah die Besetzung der Rolle der Hanne mit Nadja Tiller völlig anders und schrieb: „Sehenswert wird die Mischung aus tragischer Liebesgeschichte und naturalistischer Charakterstudie zudem durch die junge Nadja Tiller, die als ‚verführerischer Weibsteufel‘ alle Register ihres darstellerischen Könnens zieht.“ Weiter hieß es: „Obwohl Walter Richter in der Titelrolle Großartiges leistet, mangelt es dem Werk an zündenden Regieeinfällen.“
Lothar Papke schrieb in der Frankfurter Allgemeinen Zeitung, dass nur, wer das Hauptmann Stück nicht gesehen oder gelesen habe, „seine Vergröberung auf der Leinwand nicht als störend empfinden“ könne. Gunter Groll von der Süddeutschen Zeitung, war der Ansicht, dass hier ein „österreichischer Heimatfilm“ entstanden sei, der „an Ganghofer denken lasse, nicht jedoch an Hauptmann“. In der Weltwoche war zu lesen, dass der Film „außer dem Titel mit Hauptmann nichts gemein habe; es sei unter den unzähligen Kraut-, Feld-, Wald- und Wiesenfilmen der schlimmsten einer“.
Harry Neumann dagegen nahm den Film in Schutz und meinte, „wenn nicht Gerhart Hauptmann auf dem Programmzettel“ gestanden hätte, hätte der Film „einen guten Platz in der Serie der deutschen Heimatfilme beanspruchen“ können. Er sei „sauber gedreht, plastisch einprägsam und gut, sogar sehr gut besetzt“. Auch Fritz Hock stimmte dem zu und attestierte der Verfilmung, „wenn man Hauptmann aus dem Spiel lasse“, bleibe ein Film aus den österreichischen Alpen übrig, der vor allem durch die „wahrhaft glanzvolle Farbphotographie von Günther Anders“ auffalle und in einer „rastlos bewegten Szenenfolge Walter Richter viel Möglichkeiten biete, seine warme Menschlichkeit in gebändigt-starkem Spiel auszuleben“. Auch Benvenuto Hauptmann äußerte, dass er von der Regieleistung „tief beeindruckt“ und es dem Regisseur nach seiner Einschätzung gelungen sei, in einer „ganz anderen Umgebung die Atmosphäre von Fuhrmann Henschel heraufbeschworen“ und „auf die Leinwand gebannt“ zu haben. Sein Vater würde diesem Film sein Placet nicht versagt haben.